# Combretum ulei
Combretum ulei är en tvåhjärtbladig växtart som beskrevs av Arthur Wallis Exell. Combretum ulei ingår i släktet Combretum och familjen Combretaceae. Inga underarter finns listade i Catalogue of Life.